# Râul Valea Seacă, Dâmbovița
Râul Valea Seacă este un curs de apă, afluent al râului Dâmbovița. 